# Lucienne Dugard
Scènes principales
L'Alhambra, l'ABC, le Paris-Paris, l'Opéra-Comique.
Lucienne Dugard, née Noëlie Lucienne Rose Gros le 25 décembre 1901 à Nîmes (Gard) et morte le 22 septembre 1968 à Bougival, est une soprano française. Elle a notamment enregistré les chansons de Blanche-Neige et les Sept Nains sur disque en 1938, chanté à l'Opéra-Comique et enregistré d'autres succès de variété et de jazz.
Ni elle, ni Élyane Célis n'est la voix de Blanche-Neige employée dans la version de 1938, puisque c'est Béatrice Hagen aux États-Unis qui a doublé le film. Ces rumeurs ont néanmoins toujours permis au public de dresser un parallèle entre les deux artistes qui ont interprété un répertoire commun.

## Biographie

### Famille
Son père, Jules Bertrand Gros né en 1874, est relieur. Sa mère, Eléonore Pallier, sans profession, est née en 1883. Lucienne Dugard obtient son premier prix de solfège en 1908, à l'âge de sept ans. Elle épouse le baryton André Baugé le 30 juillet 1929, avec qui elle a deux enfants : Alain et Annick. Le couple divorce en 1937.

### Débuts
Divers enregistrements retracent ses débuts en 1931 où elle interprète en duo avec André Beaugé Duo au clair de lune. En 1932, elle enregistre l'air Tous les oiseaux de l'opérette Nina Rosa, créé par son mari au Théâtre du Châtelet et écrit par André Mouëzy-Éon. Elle débute à l'Opéra-Comique le 5 mai 1933 dans le rôle de Jeannette dans Les Noces de Jeannette. Elle débute alors au Trianon-Lyrique et au Théâtre du Châtelet. Elle interprète le 18 septembre 1936 le rôle de Gilda à l'Opéra-Comique où elle interprètera aussi les rôles de Lakmé (Lakmé), de Carmen (Micaëla), Louise (Irma), Mireille (Mireille), la Reine Fiammette (Violine) .
Elle change son nom de Lucienne Dugard à partir de mai 1936 en référence à son département natal.
Elle obtient en 1938 le Grand Prix du Disque (Prix Candide) pour son enregistrement de Un jour mon prince viendra (Pathé) aux côtés de Charles Trenet avec son titre Boum .
Elle enregistre en mai 1938 Un sourire en chantant, Un jour mon prince viendra, puis en septembre 1938 Je souhaite / Un chant et Sifflez en travaillant, là où Elyane Célis n'a gravé seulement Un jour mon prince viendra et Un sourire en chantant et brièvement enregistré les deux autres chansons dans une version récitée gravée sur disque. Les deux artistes ont cependant enregistré les airs de Blanche-Neige avec le même chef d'orchestre : Marcel Cariven.
Elle dit accepter d'enregistrer les quatre airs de Blanche-Neige et les Sept Nains sur disque dans l'espoir de l'amener au cinéma. En 1940, elle joue ainsi dans le film Cora Terry où elle double Marika Rökk. Elle y chante notamment Quand le printemps vient.
En 1939, elle est marraine du 21e bataillon (117e R.I)
Elle enregistre la même année les chansons de Toute la ville danse dont la chanson Nos cœurs avaient vingt ans.

### Apogée
À partir de 1940, elle se produit à l'ABC, à l'Aiglon, à l'Alhambra, au Paris-Paris et elle chante régulièrement pendant l'occupation (surtout à Radio-Paris) et fuit Bougival pour Paris pendant l'Exode.
Elle enregistre en 1941 les chansons de Fille D'Eve, dont le grand succès, Par une nuit de mai avec l'orchestre de Jacques Météhen. Elle enregistre aussi La chanson du Postillon, tiré du film Jenny Lind, le rossignol suédois.
En 1941, elle enregistre la chanson Une chanson sur la dune de Loulou Gasté.
Elle chante en 1942 dans l'Affaire Styx de Karl Anton, sans être créditée.
En 1943, elle enregistre les chansons des films Annelie, Anouchka et Le Démon de la Danse .
La même année, on la voit aux côtés de Paul Meurisse et Johnny Hess à l'ABC où elle se produit fréquemment. Tout comme Élyane Célis, elle enregistre la même année une chanson célébrant la Fête des Mères (Les Mamans) institutionalisé par le Régime de Vichy.
Elle retrouve Élyane Célis le 17 octobre 1944 au gala de la police donné au cinéma Lyon-Pathé. En 1946, elle grave un de ses grands succès Chansons grises, chansons roses, dont une émission radiophonique porte le même nom. Sur la face B est gravée Crinolines, composée également par Henri Bourtayre. La même année, elle enregistre La Mer de Charles Trenet.
Soprano lyrique, elle chante régulièrement pour le public des airs d'opéra comme ceux de Rosine, de Lucia di Lammermoor, des Noces de Figaro mais aussi des airs de Camille Saint-Saëns. Son répertoire rappelle celui d'Elyane Célis et celui de Mado Robin.

### Fin de carrière
Elle aurait pu avoir fait partie du Réseau Comète, groupe de résistance actif pendant l'occupation allemande. Le Comité d'épuration à la Libération ne lui infligera qu'un blâme.
À partir de 1950, sa carrière décline et son nom disparaît peu à peu des programmes radiophoniques et lyriques, malgré une tournée en juillet 1951 à Rio De Janeiro où elle interprète des succès français des années 1900.
Elle donne des cours à l'école de chant de Bobino à partir des années 1960 et épouse le 30 décembre 1961 Georges Moneron, directeur d'usine.
Elle meurt le 22 septembre 1968 au 12 rue de la Croix-aux-Vents à Bougival, et est inhumée au cimetière communal.

## Hommages

### Citation
« Une harmonie s'établit entre cette voix suave et la personne de l'artiste qui enchante et qui émeut. Je crains que le public n'y soit pas tout de suite sensible et ne mette trop de temps à apprécier comme il convient les dons de Mlle Dugard. »

— Mercure de France, 1 décembre 1939

### Rééditions
En 2017, une réédition CD chez Marianne Mélodie reprend ses succès.

### Postérité
Le 10 mars 1985, au cours de l'émission Au nom de l'amour, Georges Moneron, deuxième mari et veuf de Lucienne Dugard, contacte Pierre Bellemare et formule une demande devant les spectateurs français. Il souhaite faire appel à l'aide de collectionneurs pour lui permettre de retrouver quelques enregistrements de sa femme, qu'elle avait l'habitude d'offrir à ses connaissances. Si Pierre Bellemare lui fait écouter Un jour mon Prince viendra, il lui fait aussi écouter d'autres titres inédits, et lui promet de lui faire parvenir des bandes magnétiques de chansons gravées sur disque.